# 池松時和

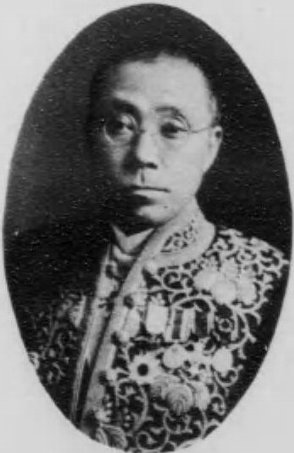
池松時和

池松 時和（いけまつ ときかず、1873年（明治6年）8月16日 - 1953年（昭和28年）4月17日）は、日本の内務官僚。政友会系官選府県知事。

## 経歴・人物
鹿児島県出身。士族・池松静蔵の長男として生まれる。1878年3月、家督を相続する。1893年7月鹿児島高等中学造士館予科卒業、1895年7月鹿児島高等中学造士館本科卒業。1898年、東京帝国大学法科大学法律学科を卒業。同年12月、文官高等試験行政科試験に合格。内務省に入り警視庁警部となる。
以後、佐賀県参事官、群馬県警部長、岩手県警部長、栃木県事務官・第四部長、愛知県事務官・第四部長、福井県内務部長などを歴任。
1912年3月、福井知事に就任。以後、千葉県・滋賀県・和歌山県・大阪府の知事を歴任。1922年10月、京都府知事となる。郡部の道路整備、養蚕業の振興を推進した。1924年12月に辞任し退官。1933年に都ホテル株式会社取締役会長に就任した。宗教は浄土宗。趣味は読書。

## 家族・親族
池松家
- 父・静蔵（鹿児島県士族）[1]
- 弟・嘉熊（竹内タカの養子）[4]

1876年 -
- 妻・てつ（滋賀士族・杉村次郎の二女）[4]

1881年 -
- 男・時彦[4]

1903年 -
- 二男[4]

1904年 -
- 長女・喜美子[4]

1901年 -
- 娘・田鶴子（日本画家・橋本関雪の長男・節哉に嫁いだ[5]）

1907年 -